# تلمبة فتح الله فاتحي و شركا (هشيوار)
تلمبة فتح الله فاتحي وشرکا (بالإنجليزية: Tolombeh-ye Fathollah Fathi va Shorka)‏ هي منطقة سكنية تقع في إيران في فارس.